# Golf cart

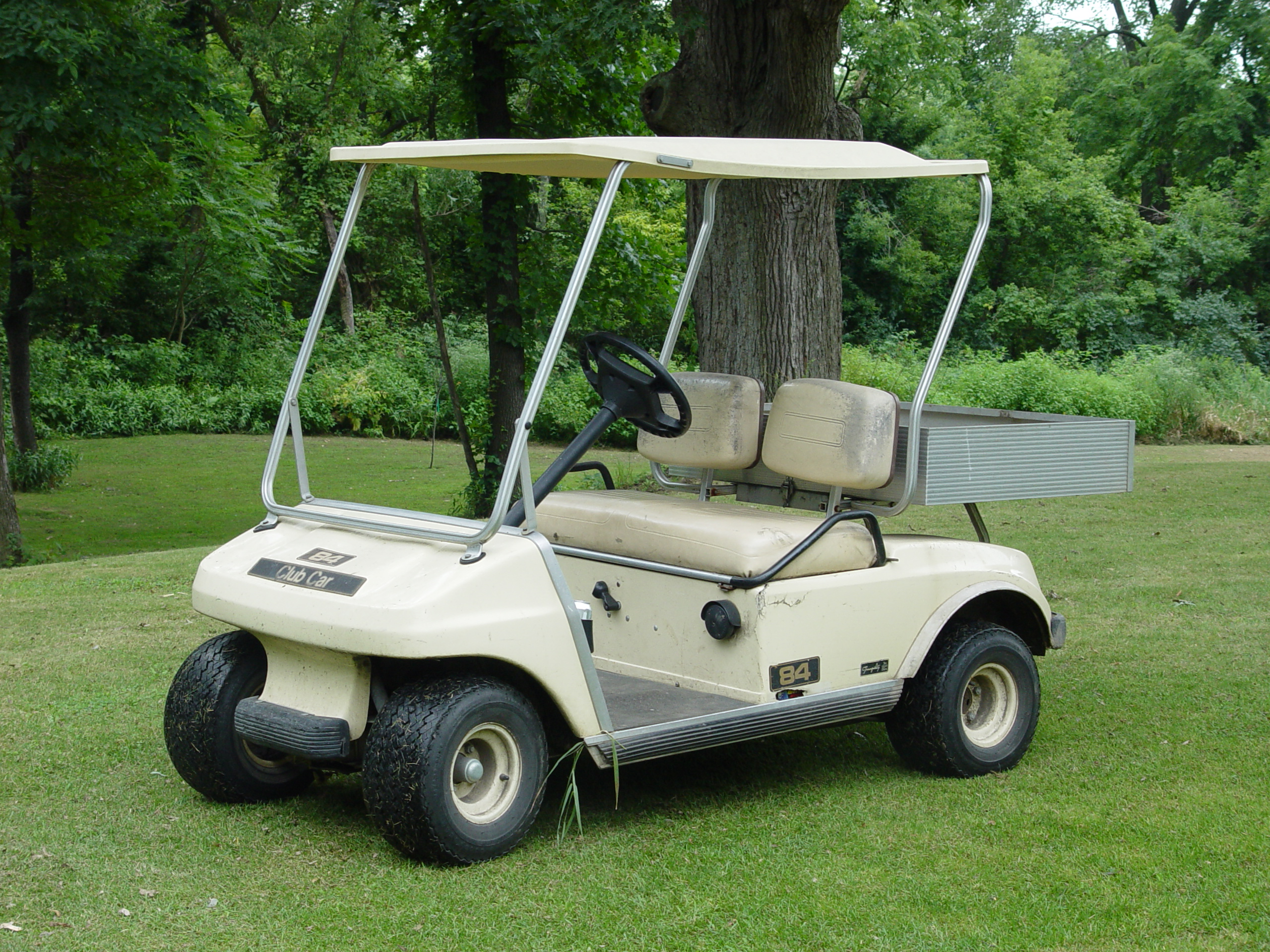
Una classica golf car

Una golf cart, o golf buggy, o caddy, o risciò, o golf car , è un piccolo veicolo progettato originariamente per trasportare due giocatori di golf e la loro attrezzatura lungo il campo da gioco.

## Caratteristiche
Esistono diversi tipi di golf car, ma in generale sono usate per trasportare un piccolo numero di passeggeri per brevi distanze a velocità inferiori ai 24 chilometri all'ora. Generalmente si tratta di veicoli che pesano circa 400-450 chilogrammi, sono lunghi circa due metri e mezzo, larghi 1,2 m e alti 1,8 m. 

### Motore
Originariamente le golf car erano tutte a propulsione elettrica. Si è trattato dei primi veicoli elettrici per utilizzo privato prodotti in massa.
La propulsione oggigiorno di solito è assicurata da un motore a combustione interna a quattro tempi, ma sono ancora diffuse anche le versioni con motore elettrico, specie dove l'assenza di rumore ed emissioni è considerata un fattore importante. Se progettati per il trasporto su strada, questi veicoli elettrici sono spesso indicati come NEV (Neighborhood Electric Vehicle) o LSV (Low-Speed Vehicle).

### Prezzo

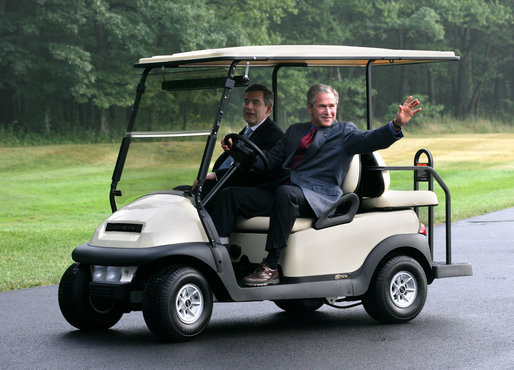
Bush e Brown a Camp David

Il prezzo di questi veicoli può variare dai 2.000 fino ad oltre i 10.000 euro, a seconda degli accessori, capacità di trasporto, condizioni (se usato).